# كيتي فالنتين
كيتي فالنتين (بالدنماركية: Katy Valentin)‏ هي ممثلة دنماركية، ولدت في 29 مارس 1902 في الدنمارك في مملكة الدنمارك، وتوفيت في 30 مايو 1970.

## وصلات خارجية
- كيتي فالنتين على موقع IMDb (الإنجليزية)
- كيتي فالنتين على موقع قاعدة بيانات الأفلام السويدية (السويدية)
- كيتي فالنتين على موقع قاعدة بيانات الفيلم (الإنجليزية)
- كيتي فالنتين على موقع كينوبويسك (الروسية)